# غلاوكوس (جندي)

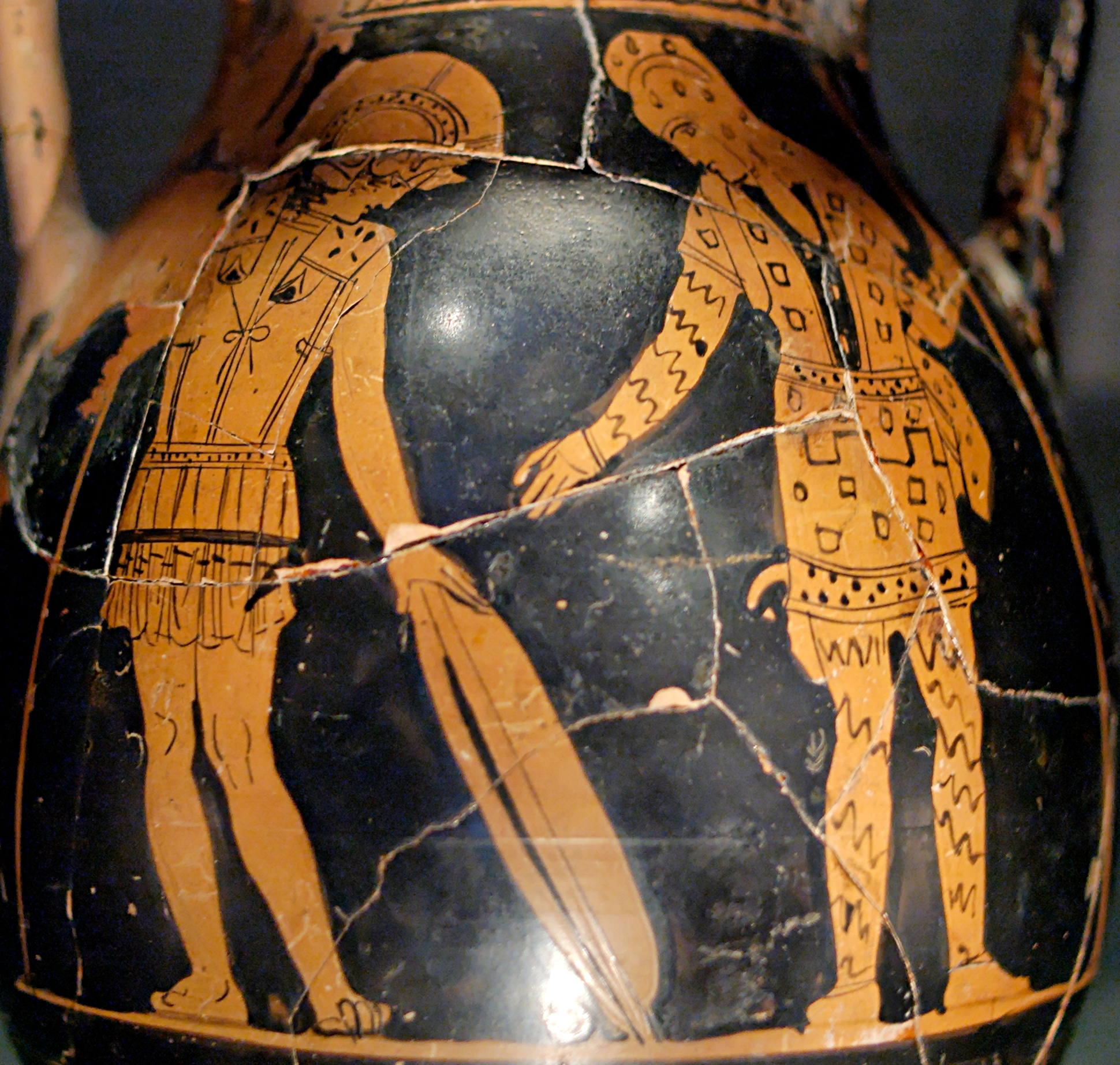

غلاوكوس ابن هيبولوخوس وحفيد بيليروفون وهو سلف ملوك أيونيا وكان أميرا ليكيا وساعد بريام في حرب طروادة ورافقه قريبه ساربيدون، وعندما وجد نفسه ضد ديوميدس، واللذان كانت تجمعهما روابط الضيافة فأوقفا القتال وتبادلا الدروع وكان درع غلاوكوس من الذهب بينما درع ديوميدس من البرونز، ومنه أخذ الأوروبيون مثلا (ذهب مقابل برونز) عن الصفقة السيئة، وتقابل مع أياكس في النهاية ولقي حتفه على يديه.